# Beatrycze Aviz (księżna Sabaudii)
Beatrycze Aviz, księżna Sabaudii (ur. 31 grudnia 1504  – zm. 8 stycznia 1538) – infantka portugalska z dynastii Aviz.
Była drugą córką króla portugalskiego Manuela I Szczęśliwego i jego drugiej żony Marii Aragońskiej. Była siostrą m.in. Jana III oraz Izabeli, żony cesarza rzymskiego Karola V. 21 września 1521 poślubiła Karola III Dobrego, księcia Sabaudii. Miała z nim dziewięcioro dzieci, ale jedynie Emanuel Filibert dożył wieku dorosłego i po bezdzietnej śmierci ostatniego króla Portugalii z dynastii Aviz, Emanuel Filibert wysunął roszczenia względem tronu, ale pokonał go brat cioteczny – Filip Habsburg (syn Izabeli).
Beatrycze zmarła miesiąc po urodzeniu ostatniego dziecka. Z mężem doczekała się:
- Adrian Jan Amadeusz (1522-1523)
- Ludwik (1523-1536)
- Emanuel Filibert (1528-1580), książę Sabaudii
- Katarzyna (1529-1536)
- Maria (1530-1531)
- Izabela (1532-1533)
- Emanuel (1533)
- Emanuel (1534)
- Jan Maria (1537-1538)